# Gina Lewandowski
Gina Lewandowski (Bethlehem (PA), 13 april 1985) is een Amerikaans voetbalspeelster. Ze kwam in 2007 naar Duitsland om voor FFC Frankfurt te gaan spelen, en ze komt sinds mei 2012 uit voor Bayern München in de Bundesliga. Ze won met FFC Frankfurt en Bayern München driemaal de competitie, en speelde tweemaal de finale van de DFB Pokal. In het seizoen 2011/12 won ze met FFC Frankfurt de finale van de Champions League. 
In mei 2019 gaf Lewandowski aan om familieredenen met voetbal te stoppen, en terug te keren naar de Verenigde Staten. Daar zal ze voor Sky Blue FC gaan spelen.

## Statistieken
| Seizoen | Club           | Land      | Competitie | Wedstrijden | Doelpunten |
| ------- | -------------- | --------- | ---------- | ----------- | ---------- |
| 2012/13 | Bayern München | Duitsland | Bundesliga | 12          | 1          |
| 2013/14 | Bayern München | Duitsland | Bundesliga | 12          | 3          |
| 2014/15 | Bayern München | Duitsland | Bundesliga | 22          | 2          |
| 2015/16 | Bayern München | Duitsland | Bundesliga | 21          | 3          |
| 2016/17 | Bayern München | Duitsland | Bundesliga | 21          | 2          |
| 2017/18 | Bayern München | Duitsland | Bundesliga | 17          | 2          |
| 2018/19 | Bayern München | Duitsland | Bundesliga | 1           | 3          |
| Totaal  | Totaal         | Totaal    | Totaal     | 157         | 20         |

Laatste update: mei 2019

## Interlands
In 2015 viel Lewandowski in voor het nationale team van de USA in een vriendschappelijke interland tegen Brazilië.

## Privé
Lewandowski werd geboren in Coopersburg, en woonde in haar jeugd in Bethlehem in Pennsylvania, USA.
Lewandowski studeerde biologie aan de Lehigh-universiteit, in haar geboorteplaats Bethlehem. Aan deze universiteit speelde ze in de studentencompetitie, maar na haar studie was er geen team of competitie waar ze voor kon spelen, waarna ze naar FFC Frankfurt ging spelen.
Lewandowski's voorouders waren immigranten uit Polen.